# Maria Sakkariová
Maria Sakkariová (nepřechýleně Sakkari, * 25. července 1995 Athény) je řecká profesionální tenistka. Ve své dosavadní kariéře na okruhu WTA Tour vyhrála dva turnaje ve dvouhře. V rámci okruhu ITF získala sedm titulů ve dvouhře a pět ve čtyřhře.
Na žebříčku WTA byla ve dvouhře nejvýše klasifikována v březnu 2022 na 3. místě a ve čtyřhře v září 2019 na 169. místě. V březnu 2024 se jejím trenérem stal Američan David Witt po ukončení spolupráce s Pegulaovou. Dříve tuto roli plnili German Puentes, Thomas Johansson (2017–2018), Mark Petchey (2018) a poté Tom Hill, s nímž se rozešla v polovině února 2024 po porážce ve druhém kole Qatar Open. Od léta 2023 také spolupracovala s Australanem Markem Philippoussisem.
V řeckém týmu Billie Jean King Cupu debutovala v roce 2012 základním blokem 1. skupiny zóny Evropy a Afriky proti Maďarsku, v němž prohrála úvodní dvouhru s Rékou Lucou Janiovou. Řekyně odešly poraženy 0:3 na zápasy. Do dubna 2024 v soutěži nastoupila k dvaceti třem mezistátním utkáním s bilancí 11–11 ve dvouhře a 1–7 ve čtyřhře.
Řecko reprezentovala na Letních olympijských hrách 2020 v Tokiu, které byly o rok odloženy pro koronavirovou pandemii. V singlové soutěži ji vyřadila ve třetím kole pozdější bronzová medailistka Elina Svitolinová. Ve smíšené čtyřhře nastoupila po boku Stefanose Tsitsipase, se kterým plnili roli nasazený dvojek. Ve druhém kole je vyřadili Australani Bartyová a Peers. Rodnou zemi reprezentovala s Tsitsipasem i na Hopman Cupu 2019. Historicky první start Řeků v hlavním perthském turnaji skončil druhým místem v základní skupině. Jako jediní přitom porazili vítězné Švýcarsko.
Matka hráčky Angeliki Kanellopoulouová byla také řecká profesionální tenistka.

## Tenisová kariéra
V rámci hlavních soutěží událostí okruhu ITF debutovala v červenci 2010, když na turnaji v Casablance s dotací 10 tisíc dolarů nastoupila do čtyřhry. V páru s Anastijou Maťjuchinovou podlehly v úvodním kole rusko-francouzské dvojicí Anna Rapoportová a Jessica Cohenová. Během září 2010 si zahrála první soutěž dvouhry v řecké Mytiléně, události s rozpočtem 10 tisíc dolarů, kde ji vyřadila Bulharka Isabella Šinikovová. Po sérii pěti finálových proher si premiérový titul odvezla v dubnu 2014 z Heráklionu, kde ve finále desetitisícové akce zdolala krajanku Despinu Papamichailovou.
V singlu okruhu WTA Tour debutovala kvalifikací červencového Internazionali Femminili di Tennis Palermo 2011. Nejdříve povolila jeden game v zápase s Italkou Brancatovou, aby pak jedinou hru uhrála na španělskou hráčku Estrellu Cabezaovou Candelaovou. V následující sezóně startovala v jediné kvalifikaci WTA Tour, a to na únorovém Qatar Total Open 2013, kde podlehla v prvním kole Australance Anastasii Rodionovové.

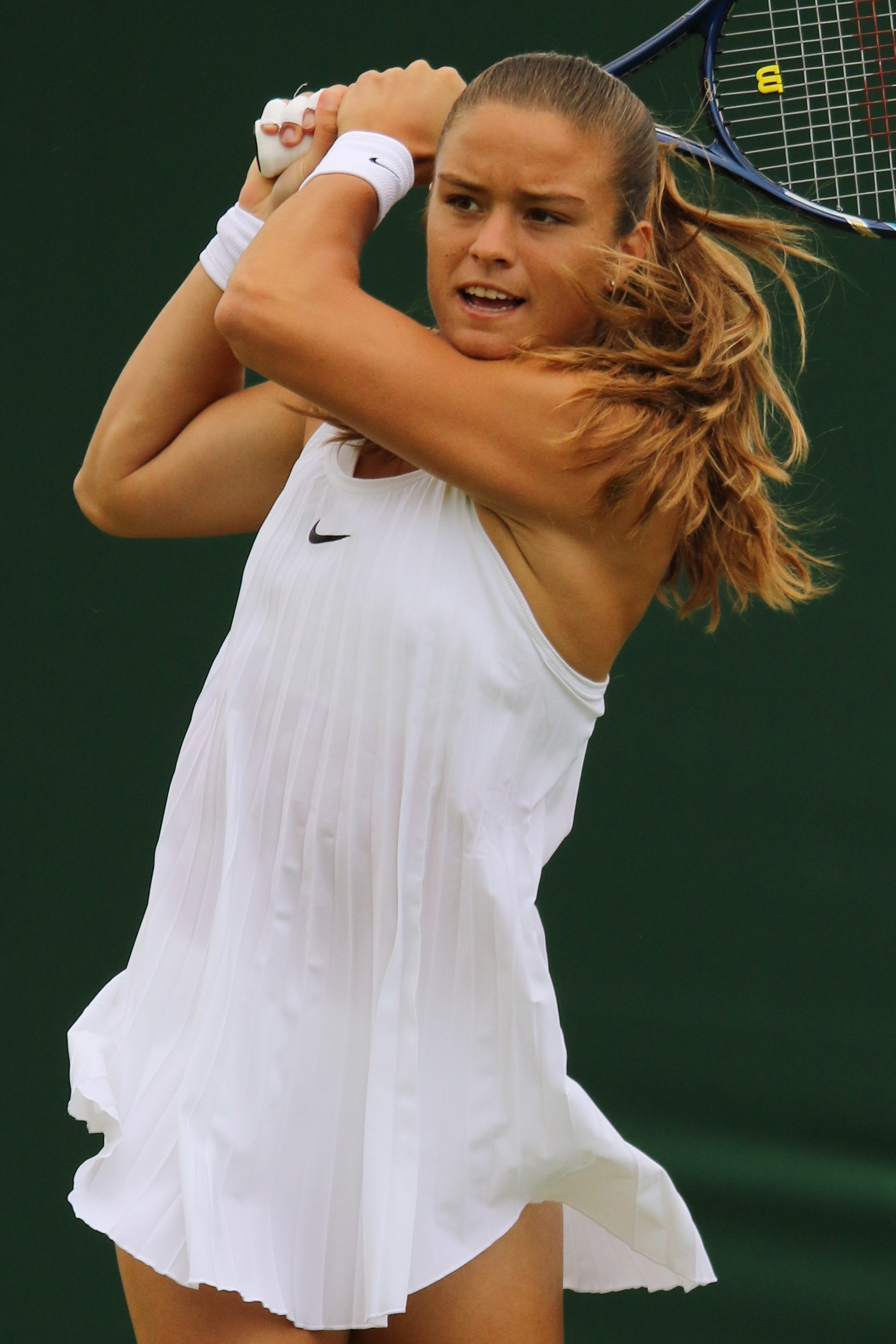
Bekhend ve Wimbledonu 2016

Debut v hlavní soutěži nejvyšší grandslamové kategorie zaznamenala ve dvouhře US Open 2015 po zvládnuté tříkolové kvalifikaci. V úvodní fázi však skončila na raketě Číňanky Wang Čchiang. Podruhé si major zahrála na Australian Open 2016, kde dosáhla premiérového vítězství v rámci okruhu WTA Tour, když vyřadila další čínskou hráčku Wang Ja-fan, aby ji ve druhém kole zastavila Španělka Carla Suárezová Navarrová. Ve Wimbledonu 2016 postoupila přes Čeng Saj-saj do druhého kola, kde nenašla recept na favorizovanou pětinásobnou šampionku turnaje a osmou nasazenou Venus Williamsovou.
Do čtvrtfinále se premiérově probojovala na dubnovém Istanbul Cupu 2016. Z pozice kvalifikantky nejdříve zdolala nejvýše nasazenou hráčku elitní čtyřicítky žebříčku Annu Karolínu Schmiedlovou, poté vyřadila Tchajwanku Sie Šu-wej a ve třetím utkání nenašla recept na turnajovou pětku a pozdější finalistku Danku Kovinićovou z Černé Hory. Poprvé na sebe výrazně upozornila na Wuhan Open 2017 z kategorie Premier 5. Jako 80. hráčka světa zvládla dvoukolovou kvalifikaci a ve druhém kole hlavní soutěže porazila šestou hráčku světa Caroline Wozniackou. Jednalo se o její první vítězství nad hráčkou postavenou do desátého místa žebříčku WTA. Její tažení wuchanským podnikem zastavila až v semifinále Caroline Garciaová. Premiérové singlové finále si zahrála na srpnovém Silicon Valley Classic 2018 v kalifornském San José, kde ji deklasovala Rumunka Mihaela Buzărnescuová, na niž uhrála jediný game. Bodový zisk ji však následně posunul na nové kariérní maximum, když jí patřilo 31. místo.
První titul na okruhu WTA Tour vyhrála na antukovém Grand Prix SAR La Princesse Lalla Meryem 2019 v marockém Rabatu. Ve čtvrtfinále porazila nejvýše nasazenou obhájkyni trofeje Elise Mertensovou z Belgie a mezi poslední čtveřicí další belgickou tenistku Alison Van Uytvanckovou. V boji o titul zdolala britskou jedničku Johannu Kontaovou po třísetovém průběhu. Bodový zisk jí zajistil návrat do elitní světové padesátky. Formu si přivezla do římského Internazionali BNL d'Italia, kde prošla kvalifikačním sítem, ve druhém kole porazila Anett Kontaveitovou a ve třetím kole jí vzdala zápas turnajová dvojka Petra Kvitová. V boji o postup do finále nestačila na Karolínu Plíškovou.

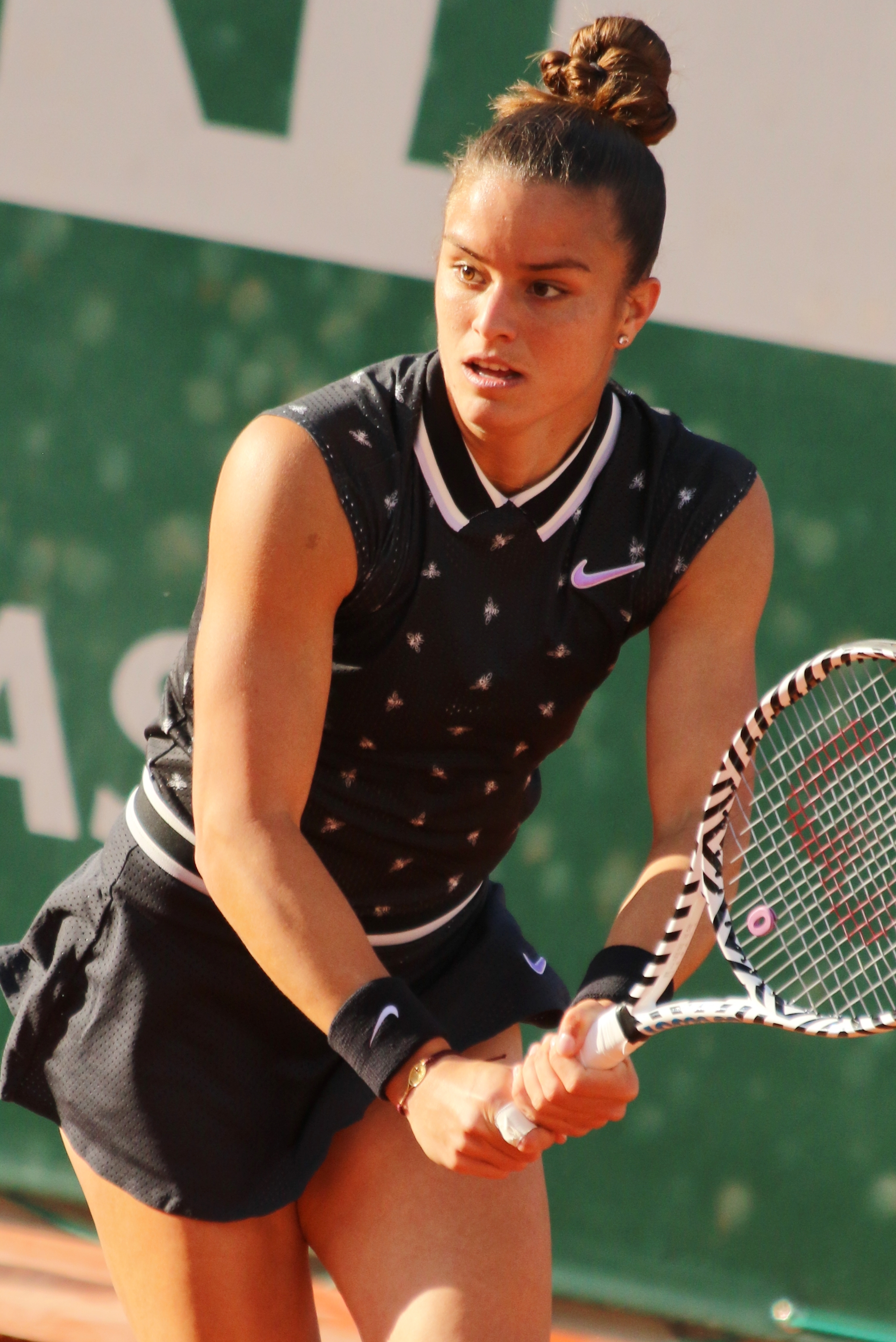
Na French Open 2019

Do druhého týdne na turnajích velké čtyřky postoupila poprvé na Australian Open 2020. Ve třetím kole porazila desátou nasazenou Keysovou, než v osmifinále neudržela náskok setu nad Kvitovou. Průlom na grandslamech zaznamenala na French Open 2021 v roli sedmnácté nasazené. Na její raketě dohrály postupně Katarina Zavacká, Jasmine Paoliniová, nasazená čtrnáctka Elise Mertensová a v osmifinále světová pětka a obhájkyně finálové účasti Sofia Keninová. Výhra nad Američankou představovala její vůbec první triumf nad hráčkou z první světové desítky na majoru. V debutovém čtvrtfinále porazila polskou obhájkyni vítězství Igu Świątekovou. Mezi poslední osmičku i čtveřici žen na grandslamu postoupila vůbec jako první Řekyně v historii. V semifinále sahala po postupu do finále, když proti nenasazené Barboře Krejčíkové vedla ve třetím setu 5–3 a měla mečbol, více než tříhodinový souboj nakonec prohrála poměrem 7–9. Zápas se stal nejdelším semifinálovým duel v otevřené éře Roland Garros.
Na semifinálovou účast navázala ještě tentýž rok na US Open. Ve třetím kole vyřadila desátou nasazenou Kvitovou, v osmifinále zvládla noční bitvu s vítězkou US Open z roku 2019 Biancu Andreescuovou, přestože byla kanadská hráčka v závěru druhého setu dva míčky od postupu. Zápas se stal svým koncem ve 2:13 newyorského času nejpozději skončeným ženským duelem v historii US Open. Ve čtvrtfinále nepovolila díky kvalitnímu servisu Karolíně Plíškové ani jednu šanci na brejk., aby ji v semifinále vyřadila britská kvalifikantka a senzace turnaje Emma Raducanuová.
Premiérový posun mezi deset nejlepších tenistek světa, kde figurovala jako vůbec první řecká tenistka v historii, si zajistila finálovou účastí na ostravském podniku. V semifinále podruhé porazila Świątekovou, čímž přerušila šňůru devíti semifinálových porážek a poprvé od května 2019 postoupila do závěrečného souboje. V boji o nejcennější titul ji přehrála Anett Kontaveitová.
Více než čtyřleté čekání na druhý kariérní titul ukončila na slabě obsazeném Guadalajara Open 2023, spadajícího ho kategorie WTA 1000. Cestou turnajovým pavoukem čelila pouze dvěma soupeřkám z první světové stovky – v osmifinále 58. tenistce hodnocení Camile Giorgiové a v semifinále světové jedenáctce Caroline Garciaové. Ve finále zdolala o stou jedenáctou hráčku Američanku Caroline Dolehideovou po dvousetovém průběhu.

## Finále na okruhu WTA Tour
| Legenda                                          |
| ------------------------------------------------ |
| D – dvouhra; Č – čtyřhra                         |
| Grand Slam (0)                                   |
| Turnaj mistryň (0)                               |
| Premier Mandatory & Premier 5 / WTA 1000 (1–3 D) |
| Premier / WTA 500 (0–4 D)                        |
| International / WTA 250 (1–1 D)                  |

### Dvouhra: 10 (2–8)
| Stav       | č. | datum           | turnaj                         | kategorie     | povrch    | soupeřka ve finále    | výsledek           |
| ---------- | -- | --------------- | ------------------------------ | ------------- | --------- | --------------------- | ------------------ |
| Finalistka | 1. | 4. srpna 2018   | San José, Spojené státy        | Premier       | tvrdý     | Mihaela Buzărnescuová | 1–6, 0–6           |
| Vítězka    | 1. | 4. dubna 2019   | Rabat, Maroko                  | International | antuka    | Johanna Kontaová      | 2–6, 6–4, 6–1      |
| Finalistka | 2. | 26. září 2021   | Ostrava, Česko                 | WTA 500       | tvrdý (h) | Anett Kontaveitová    | 2–6, 5–7           |
| Finalistka | 3. | 13. února 2022  | Petrohrad, Rusko               | WTA 500       | tvrdý (h) | Anett Kontaveitová    | 7–5, 6–7(4–7), 5–7 |
| Finalistka | 4. | 20. března 2022 | Indian Wells, Spojené státy    | WTA 1000      | tvrdý     | Iga Świąteková        | 4–6, 1–6           |
| Finalistka | 5. | 1. října 2022   | Parma, Itálie                  | WTA 250       | antuka    | Majar Šarífová        | 5–7, 3–6           |
| Finalistka | 6. | 23. října 2022  | Guadalajara, Mexiko            | WTA 1000      | tvrdý     | Jessica Pegulaová     | 2–6, 3–6           |
| Finalistka | 7. | 6. srpna 2023   | Washington D.C., Spojené státy | WTA 500       | tvrdý     | Coco Gauffová         | 2–6, 3–6           |
| Vítězka    | 2. | 23. září 2023   | Guadalajara, Mexiko            | WTA 1000      | tvrdý     | Caroline Dolehideová  | 7–5, 6–3           |
| Finalistka | 8. | 17. března 2024 | Indian Wells, Spojené státy    | WTA 1000      | tvrdý     | Iga Świąteková        | 4–6, 0–6           |

## Finále na okruhu ITF
| Dotace turnajů okruhu ITF | Dotace turnajů okruhu ITF |
| ------------------------- | ------------------------- |
| 100 000 $ tournaments     | 80 000 $ tournaments      |
| 75 000 $ tournaments      | 60 000 $ tournaments      |
| 50 000 $ tournaments      | 25 000 $ tournaments      |
| 15 000 $ tournaments      | 10 000 $ tournaments      |

### Dvouhra: 17 (7–10)
| Stav       | č.  | datum             | turnaj                 | povrch | soupeřka ve finále         | výsledek           |
| ---------- | --- | ----------------- | ---------------------- | ------ | -------------------------- | ------------------ |
| Finalistka | 1.  | 24. září 2011     | Athény, Řecko          | antuka | Deniz Chazaniuková         | 6–1, 3–6, 3–6      |
| Finalistka | 2.  | 9. září 2012      | Antalya, Turecko       | tvrdý  | Ana Bogdanová              | 3–6, 2–6           |
| Finalistka | 3.  | 14. září 2013     | Mytiléna, Řecko        | tvrdý  | Klaartje Liebensová        | 1–6, 2–6           |
| Finalistka | 4.  | 29. září 2013     | Athény, Řecko          | tvrdý  | Aminat Kuškovová           | 0–6, 5–7           |
| Finalistka | 5.  | 20. dubna 2014    | Heráklion, Řecko       | tvrdý  | Pernilla Mendesová         | 2–6, 2–6           |
| Vítězka    | 1.  | 27. dubna 2014    | Heraklion, Řecko       | tvrdý  | Despina Papamichailová     | 6–1, 1–6, 6–3      |
| Finalistka | 6.  | 10. května 2014   | Båstad, Švédsko        | antuka | Conny Perrinová            | 5–7, 1–6           |
| Vítězka    | 2.  | 17. května 2014   | Båstad, Švédsko        | antuka | Carolin Danielsová         | 7–5, 6–2           |
| Vítězka    | 3.  | 16. června 2014   | Niš, Srbsko            | antuka | Dea Herdželašová           | 3–6, 6–4, 6–1      |
| Finalistka | 7.  | 30. června 2014   | Toruň, Polsko          | antuka | Barbora Krejčíková         | 4–6, 1–6           |
| Vítězka    | 4.  | 27. července 2014 | Tampere, Finsko        | antuka | Anastasija Pivovarovová    | 6–4, 7–5           |
| Finalistka | 8.  | 4. srpna 2014     | Savitaipale, Finsko    | antuka | Emma Laineová              | 3–6, 7–5, 0–6      |
| Vítězka    | 5.  | 23. března 2015   | Heraklion, Řecko       | tvrdý  | Anastasija Komardinová     | 6–4, 6–3           |
| Vítězka    | 6.  | 30. března 2015   | Heraklion, Řecko       | tvrdý  | Valentini Grammatikopoulou | 6–2, 6–2           |
| Vítězka    | 7.  | 25. května 2015   | Maribor, Slovinsko     | antuka | Rebecca Petersonová        | 3–6, 6–2, 6–2      |
| Finalistka | 9.  | 9. května 2016    | Saint-Gaudens, Francie | antuka | Irina Chromačovová         | 6–1, 6–7(3–7), 1–6 |
| Finalistka | 10. | 13. června 2016   | Segedín, Maďarsko      | antuka | Viktorija Tomovová         | 6–4, 0–6, 4–6      |

### Čtyřhra: 9 (5–4)
| Stav       | č. | datum              | turnaj                          | povrch | spoluhráčka            | soupeřky ve finále                                 | výsledek         |
| ---------- | -- | ------------------ | ------------------------------- | ------ | ---------------------- | -------------------------------------------------- | ---------------- |
| Finalistka | 1. | 29. září 2013      | Athény, Řecko                   | tvrdý  | Lee Pei-chi            | Keren Šlomová Saray Sterenbachová                  | 6–3, 1–6, [8–10] |
| Finalistka | 2. | 19. dubna 2014     | Heráklion, Řecko                | tvrdý  | Despina Papamichailová | Natela Dzalamidzeová Valentini Grammatikopoulou    | 7–6, 3–6, [5–10] |
| Vítězka    | 1. | 10. května 2014    | Båstad, Švédsko                 | antuka | Kim Grajdeková         | Dea Herdželašová Conny Perrinová                   | 7–5, 6–4         |
| Vítězka    | 2. | 20. června 2014    | Niš, Srbsko                     | antuka | Alexandra Nancarrowová | Lina Gjorcheská Marina Lazićová                    | 6–3, 6–0         |
| Vítězka    | 3. | 26. července 2014  | Tampere, Finsko                 | antuka | Alexandra Nancarrowová | Emma Laineová Anastasija Pivovarovová              | 6–2, 6–3         |
| Finalistka | 3. | 4. srpna 2014      | Savitaipale, Finsko             | antuka | Alexandra Nancarrowová | Emma Laineová Diana Bogolijová                     | 4–6, 6–7         |
| Vítězka    | 4. | 19. září 2014      | Madrid, Španělsko               | tvrdý  | Inés Ferrer Suárezová  | Yvonne Cavallé Reimersová Lucía Cervera Vázquezová | 6–2, 3–6, [11–9] |
| Finalistka | 4. | 3. srpna 2015      | Bad Saulgau, Německo            | antuka | Despina Papamichailová | Cristina Dinuová Diana Buzeanová                   | 6–2, 3–6, [8–10] |
| Vítězka    | 5. | 14. listopadu 2015 | Dubaj, Spojené arabeské emiráty | tvrdý  | Çağla Büyükakçay       | Elise Mertensová İpek Soyluová                     | 7–6(8–6), 6–4    |

## Chronologie výsledků na Grand Slamu

### Dvouhra
| Turnaj          | 2015    | 2016    | 2017    | 2018    | 2019    | 2020    | 2021    | 2022    | 2023    | 2024    | 2025    | SR     | V–P   |
| --------------- | ------- | ------- | ------- | ------- | ------- | ------- | ------- | ------- | ------- | ------- | ------- | ------ | ----- |
| Australian Open | A       | 2. kolo | 3. kolo | 1. kolo | 3. kolo | 4. kolo | 1. kolo | 4. kolo | 3. kolo | 2. kolo | 1. kolo | 0 / 10 | 14–10 |
| French Open     | A       | Q1      | 1. kolo | 3. kolo | 2. kolo | 3. kolo | SF      | 2. kolo | 1. kolo | 1. kolo | 1. kolo | 0 / 9  | 11–9  |
| Wimbledon       | A       | 2. kolo | 3. kolo | 1. kolo | 3. kolo | NH      | 2. kolo | 3. kolo | 1. kolo | 3. kolo | 2. kolo | 0 / 9  | 11–9  |
| US Open         | 1. kolo | 1. kolo | 3. kolo | 2. kolo | 3. kolo | 4. kolo | SF      | 2. kolo | 1. kolo | 1. kolo |         | 0 / 10 | 14–10 |
| výhry–prohry    | 0–1     | 2–3     | 6–4     | 3–4     | 7–4     | 8–3     | 11–4    | 7–4     | 2–4     | 3–4     | 1–3     | 0 / 38 | 50–38 |

| Legenda | Legenda                                   | Legenda | Legenda                     |
| ------- | ----------------------------------------- | ------- | --------------------------- |
| SR      | poměr vyhraných turnajů ku všem odehraným | W–L V–P | výhry–prohry                |
| NH      | daný rok se turnaj nekonal                | A       | turnaje se hráč nezúčastnil |
| 1Q / LQ | prohra v (kole) kvalifikace               | 1k / 1R | prohra v daném kole turnaje |
| QF / ČF | prohra ve čtvrtfinále                     | SF      | prohra v semifinále         |
| F       | prohra ve finále                          | Vítěz   | vítězství v turnaji         |